# Gaillan-en-Médoc
Gaillan-en-Médoc is een gemeente in het Franse departement Gironde (regio Nouvelle-Aquitaine). De plaats maakt deel uit van het arrondissement Lesparre-Médoc. Gaillan-en-Médoc telde op 1 januari 2022 2.376 inwoners.

## Geografie
De oppervlakte van Gaillan-en-Médoc bedroeg op 1 januari 2022 42,02 vierkante kilometer; de bevolkingsdichtheid was toen 56,5 inwoners per km².

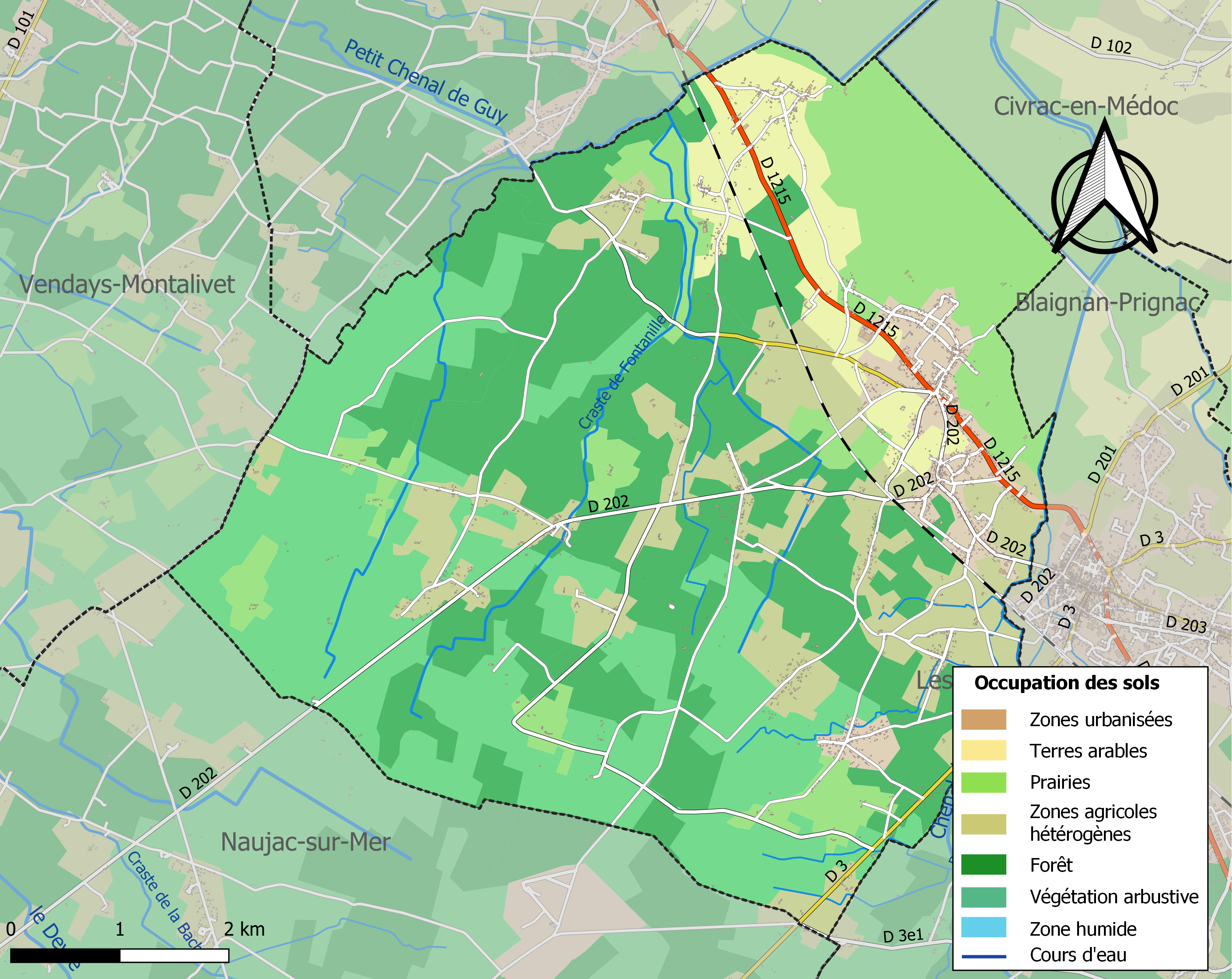
Kaart van de gemeente met belangrijkste infrastructuur, bodemgebruik en omliggende gemeenten

## Demografie
Onderstaande figuur toont het verloop van het inwonertal (bron: INSEE-tellingen).